# Eigenharp

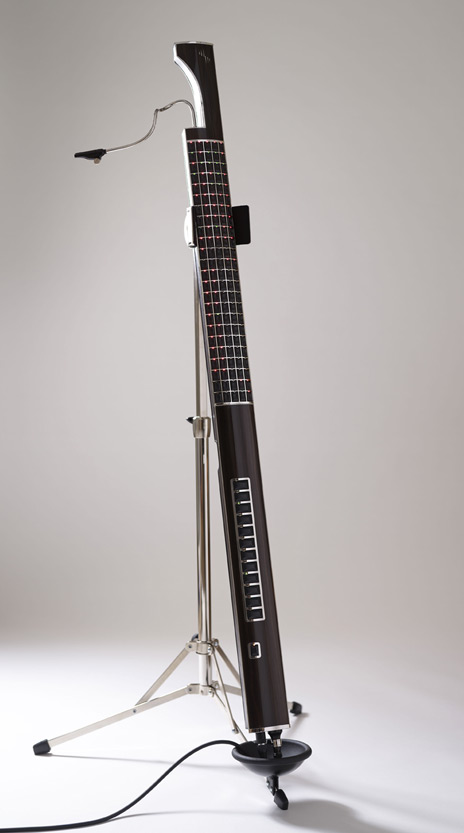
Un Eigenharp modèle Alpha

Eigenharp est un type d'instrument de musique électronique fabriqué par Eigenlabs, une société basée dans le Devon, au Royaume-Uni, inventé par John Lambert et mis en vente en 2009 après 8 ans de développement,.
Les caractéristiques de tous les instruments sont :
- Une matrice de touches multi-expressive sensible à l'Aftertouch, chacune d'entre elles agissant comme un joystick analogique à 6 directions. Cela permet une variation de ton et une modulation simultanée sur chaque note jouée individuellement.
- Une forme allongée qui rappelle les formes d'un sitar pour le grand modèle ou d'une flute pour le petit modèle.
- Un bec intégré, ce qui donne à la grande version de l'instrument une apparence similaire à celle d'un basson.
- Un ou deux rubans de contrôle.
- Le logiciel est disponible en open-source sous le GPLv3 et fonctionne aussi bien sous Macintosh et Windows.

En plus, le grand modèle possède :
- Un ensemble de touches de percussions.
- Un séquenceur pas à pas intégré avec indicateur à LED pour chaque touche.
- Un ampli casque avec une prise sur l'instrument.

## Modèles
L'instrument est disponible en trois versions : l'Alpha, le Tau, et le Pico, dans l'ordre décroissant de taille. Chacun a un bec, une matrice de touches (120, 72 et 18) et un ruban de contrôle. L'Alpha et le Tau possèdent 12 touches de percussion chacun, un deuxième ruban de contrôle, et une prise casque.

### Articles
- Do you drum it, strum it or stroke it? - BBC News, 8 October 2009
- G4 TV Coverage of the Eigenharp
- Eigenharp Article on CrunchGear
- Eigenharp News, Tips and Tricks
- In-depth Eigenharp Alpha review after three months - EigenZone, 21 June 2010

### Videos d'exemples
- Battlestar Galactica Cylon theme on Eigenharp Alpha
- James Bond theme on Eigenharp Alpha
- Live performance with Eigenharp Alpha of the band Flytecase